# Devecseri Ignác
Devecseri Ignác, 1886-ig Lőwy (Devecser, 1841. május 21. – Budapest, Terézváros, 1899. június 26.) író, újságíró. Sógora Faludi Gábor színigazgató.

## Életpályája
Lőwy Mózes és Guthard Leonóra fia. Középiskolai tanulmányait Veszprémben és Székesfehérváron végezte, majd a Bécsi Egyetem hallgatója volt. A Neues Pester Journalnak és a Politisches Volksblattnak évtizedeken át volt a szerkesztője. Részt vett minden nagyobb fővárosi közéleti mozgalomban. A tiszaeszlári per idejében Eötvös Károly mellett működött mint tudósító. Számos cikket írt zsidó folyóiratokba is. 1891-ben, az ötvenéves születésnapját az egész magyar íróvilág ünnepelte.
A Kozma utcai izraelita temetőben nyugszik (8-8-40).

## Családja
Első házastársa Fürst Fanni (1847–1885), második Gentilli Regina (1853–1920) volt.
Gyermekei
- Devecseri Hugó (1875–?). Felesége Lulu G. Saville.
- Devecseri Emil (1877–1961) mérnök.
- Devecseri Irén (1880–1953) tanítónő. Férje Tímár Lajos takarékpénztári hivatalnok.
- Devecseri Ernő (1887–1945) magántisztviselő, a holokauszt áldozata. Felesége Weisz Margit.